# Donji Zbilj
Donji Zbilj – wieś w Chorwacji, w żupanii krapińsko-zagorskiej, w gminie Desinić. W 2011 roku liczyła 132 mieszkańców.